# Maison de santé Mahay
 (juin 2017).
Si vous disposez d'ouvrages ou d'articles de référence ou si vous connaissez des sites web de qualité traitant du thème abordé ici, merci de compléter l'article en donnant les références utiles à sa vérifiabilité et en les liant à la section « Notes et références ».
La maison de santé Mahay est un établissement de soins parisien du XVIIIe siècle.

## Histoire
Pendant la Révolution française, la maison de santé Mahay, une pension pour personnes malades, fatiguées ou démentes, était dirigée par Marie-Catherine Mahay, dont le nom est parfois orthographié Mahaye, Malsay ou Mahée, et qui est parfois désignée sous le nom de son mari Jean-Baptiste Reuche, âgée de 30 ans en janvier 1794, sise 13 rue du Chemin-Vert,. Elle est parfois nommée maison de santé Escourbiac ou Escoubiac dans la mesure où Marie-Catherine Mahay succéda à Escoubiac à la mort de ce dernier.
« Elle était entourée de vastes jardins et des étages supérieurs on dominait la ville entière. Le panorama était magnifique : les barreaux seuls assombrissaient la perspective », Max Billard, « Les maisons de santé sous la Terreur », La Chronique médicale, 1912, n° 19, p. 372.
Dans une lettre à son fils, à l’automne 1793, Olympe de Gouges déclara qu’après un mois de captivité elle avait été transférée dans une maison de santé, celle du docteur Escourbiac, d’où elle aurait pu s’évader. Comme on ne pouvait lui reprocher aucune démarche contre la Révolution, elle avait elle-même demandé son jugement. Se voyant condamnée au tribunal révolutionnaire, elle affirma qu’elle était enceinte. On la traita de menteuse au prétexte que les sexes étaient séparés en prison ; ce n’était pourtant pas le cas dans la maison de santé de Marie-Catherine Mahay. Elle fut exécutée.
Parmi ceux que cette institution accueillit : 
- Louis des Acres de L’Aigle, officier, exécuté pour distribution de faux assignats le 9 mars 1794
- Françoise de Chabenat de Bonneuil, Madame Anisson-Dupéron, veuve de Étienne-Alexandre-Jacques Anisson-Dupéron, directeur de l’Imprimerie royale, guillotinée le 25 avril 1794
- Louis de Laus de Boissy, critique littéraire
- Jean-Benjamin de Laborde, musicien et écrivain, premier valet de chambre et favori de Louis XV, qui périt sur l’échafaud pour avoir été fermier général
- M. de Brancas-Céreste, qui succomba à la maladie[9]
- le duc de Lauragais, dont la femme fut guillotinée
- Marie-Anne Brideau, religieuse, guillotinée
- une princesse de Clermont-Tonnerre
- Sir William Codrington, un Anglais[10]
- Madame Poissonnier, femme de chambre de la reine
- le comte d’Agay, intendant de Picardie[11]
- Jean-Baptiste Dubois de Jancigny, écrivain
- le prince Honoré III de Monaco, qui mourra sept mois après sa libération
- Élisabeth Dubois de Courval, veuve du procureur Joly de Fleury, guillotinée
- Érasme-Charles-Auguste Magon de Lalande, d’une riche famille de banquiers nantais avec laquelle il monta à l’échafaud
- Clément-Édouard, marquis de Moustier, qui avait suivi son père, militaire, dans l’émigration, était revenu en 1792 avec son précepteur, et avait été incarcéré malgré ses 14 ans
- la comtesse Zoé du Cayla, future maîtresse de Louis XVIII
- les Thellusson, banquiers suisses[12]
- le duc de Villeroy, guillotiné[13].
- Olympe de Gouges, guillotinée le 3 novembre 1793[14]
- Marie-René Sahuguet d'Espagnac[15]
- Gabriel-Marie de Talleyrand-Périgord[16]
- Charles Cocaud, un des 132 Nantais[17],[18]
- Guillaume-Joseph de Casaux[19], président à mortier du Parlement de Guyenne[20].

Le 22 septembre 1794, un détenu s’étant évadé, l'activité de Marie-Catherine Mahay fut interdite.